# The Winner Takes It All

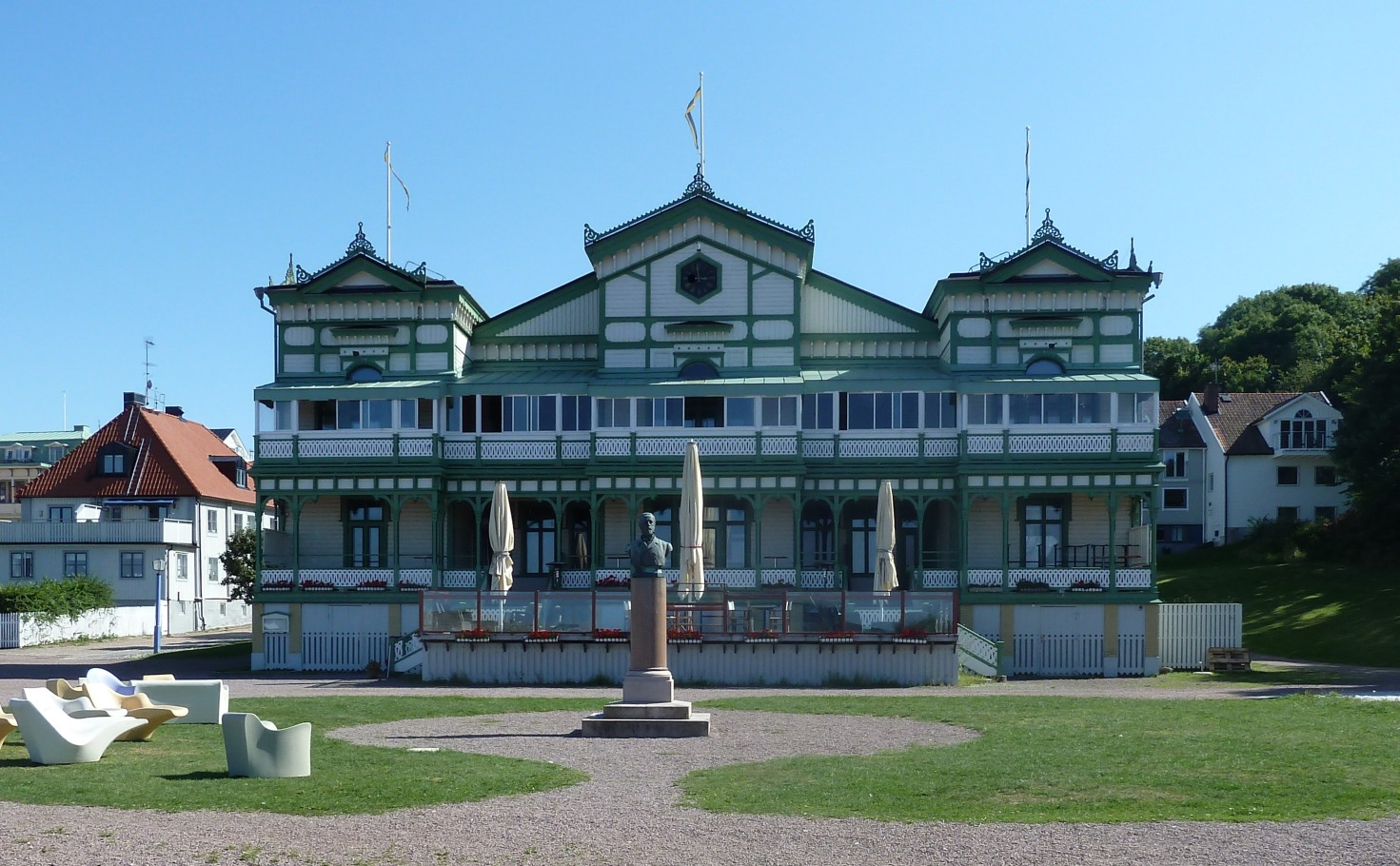
Societetshuset i Marstrand, där videon spelades in sommaren 1980, fotograferat 2013.

"The Winner Takes It All" är en popsång skriven av Benny Andersson och Björn Ulvaeus och inspelad av den svenska popgruppen Abba. De släppte den som singelskiva den 21 juli 1980 och tog med den på deras sjunde studioalbum Super Trouper samma år. 1992 togs sången med på samlingsskivan Abba Gold – Greatest Hits.

## Beskrivning och historik
Inspelningen av sången påbörjades den 2 juni 1980 i Polar Music Studios i Stockholm. De första demoinspelningarna hade titeln "The Story of My Life". Åtminstone tre inspelningar med den titeln finns, innan den slutgiltiga texten skrevs.
Efter att Agnetha Fältskog och Björn Ulvaeus begärt skilsmässa 1979, antogs det generellt att sångtexten handlade om detta, men Ulvaeus har senare sagt att det i deras skilsmässa inte fanns någon vinnare. Fältskog sjöng verserna, medan hela gruppen, inklusive Anni-Frid Lyngstad sjöng i kören.
En musikvideo (promotionvideo) filmades i Marstrand i juli 1980, bland annat i och kring Societetshuset på Långgatan. Regissör var Lasse Hallström. 
Sedan 1999 ingår sången i musikalen Mamma Mia!. När musikalen sattes upp på svenska hade sången fått svensk text av Niklas Strömstedt och titeln "Vinnaren tar allt".
Vid en omröstning på Channel Five i Storbritannien 1999 röstades "The Winner Takes It All" fram som Storbritanniens favoritlåt av Abba. 2006 röstades den fram till Storbritanniens "favoritsång om att bryta upp förhållanden".
Sången är en av titlarna i boken Tusen svenska klassiker (2009).

## Listplaceringar
Singeln "The Winner Takes It All" släpptes i mitten av 1980. Den 3 augusti gick den högst upp i topp på den brittiska singellistan, en placering den innehade i två veckor. Det var gruppens första etta på den brittiska singellistan sedan "Take a Chance on Me" i februari 1978. Den blev även gruppens näst sista etta på singellistan i Storbritannien, endast följd av "Super Trouper" några månader senare. "The Winner Takes It All" var också etta i Irland, Sydafrika, Belgien och Nederländerna. Den låg som bäst som nummer två i Norge, Finland och Sverige och nummer tre i Schweiz och Österrike. Den var nummer fyra i det dåvarande Västtyskland, och i Zimbabwe som just bytt namn från Rhodesia. Den var nummer fem i Mexiko, nummer sju i Australien och Italien, och nummer åtta i Frankrike och USA. Singeln var också en tio-i-topp-hit i Kanada och Spanien.
| Lista             | Position |
| ----------------- | -------- |
| Australien        | 7        |
| Belgien           | 1        |
| Finland           | 2        |
| Frankrike         | 8        |
| Republiken Irland | 1        |
| Italien           | 7        |
| Kanada            | 10       |
| Mexiko            | 5        |
| Nederländerna     | 1        |
| Norge             | 3        |
| Nya Zeeland       | 16       |
| Schweiz           | 3        |
| Spanien           | 10       |
| Storbritannien    | 1        |
| Sverige           | 2        |
| Sydafrika         | 1        |
| USA               | 8        |
| Västtyskland      | 4        |
| Zimbabwe          | 4        |
| Österrike         | 3        |

## Coverversioner (urval)
- 1980 spelade den tjeckiska sångerskan Helena Vondráčková in sången med text på tjeckiska under titeln "A ty se ptáš, co já".
- 1981 släppte den franska sångerskan Mireille Mathieu en version av sången med fransk text – "Bravo tu as gagné". Den spelades in i Stockholm och körades av Lyngstad, Ulvaeus och Andersson. De två sistnämnda producerade även inspelningen.
- 1993 spelade duon Pimpinela in sången med text på spanska under titeln "Solo hay un ganador" till deras album Hay Amores Que Matan.
- I filmen Mamma Mia! från 2008 framfördes låten av Meryl Streep. Denna version finns även tillgänglig på filmmusikalbumet.
- Den 12 december 2008 var den italienska operapopgruppen Il Divo gäst i den svenska Idolfinalen och framförde sången med text på italienska och titeln "Va tutto al ganatore". Denna version ligger även på gruppens album The Promise från 2008.
- Sången spelades in av Thomas Di Leva och ingår på albumet LovestarLovestar från 2010.
- 2013 gjorde Sarah Dawn Finer en version av sången i samband med Eurovision Song Contest.